# Schartau (Burg)
Schartau ist ein ländlicher Ortsteil der Stadt Burg (bei Magdeburg), fünf Kilometer nordwestlich außerhalb des Stadtgebietes gelegen. In das Stadtzentrum führt die Kreisstraße 1209, die in entgegengesetzter Richtung zur Elbfähre nach Rogätz verläuft. In direkter Luftlinie fließt die Elbe nur 1,7 Kilometer westlich an Schartau vorbei. Dazwischen liegt ein Feuchtgebiet mit Resten des alten Elblaufes. Ein unmittelbar an der bebauten Zone vorbeiführender Deich schützt vor Hochwasser. Das übrige Umland besteht aus landwirtschaftlichen Flächen, deren Ertragswert mit einer Bodenwertzahl von ~ 65 mittelmäßig ist. Im weiten Umkreis breitet sich das Gelände eben auf einer Meereshöhe um 40 Meter aus.

## Geschichte
Als König Otto I. im Jahre 946 den damals als Sirtav bezeichneten Ort dem Magdeburger Moritzkloster übereignete, wurde Schartau erstmals urkundlich erwähnt. Der Ursprung des Ortes, der zu den ältesten des Jerichower Landes zählt, ist nicht slawisch. Denn altnordisch von sjār für sehend und tafn für ein Opfer hergeleitet, hatte auch dieser Ort seinen Namen von einer uralten Kultstätte.
Anfang des 10. Jahrhunderts wurde Schartau unter Heinrich I. zur Sicherung der ostfränkischen Grenze zu einer Burgwardei ausgebaut. Die Pfarrstelle Schartau ist seit 1156 nachgewiesen. Bereits 1159 wurde das Schartauer Landrecht erwähnt, das auch auf andere Landgemeinden übertragen wurde. 1458 kam Schartau zusammen mit dem Nachbarort Niegripp in den Besitz der Adelsfamilie von Treskow. Die administrative Unterstellung verlief ab 1680 unter brandenburg-preußischer Herrschaft.
Das Herzogtum Schartau (Ducatus Schartoviensis), das noch 1732 auf einer Landkarte aus dem Verlag Homannsche Erben auftaucht, war angeblich von Karl dem Großen an Wittekind verliehen worden, gehört aber ins Reich der Fabel.
Bis 1785 befand sich Schartau im sogenannten Jerichower Gesamtkreis, der danach in zwei Distrikte aufgeteilt wurde. Schartau kam in den Distrikt I mit der Stadt Burg als Verwaltungszentrum. Um 1730 schuf König Friedrich Wilhelm I. in Niegripp ein königliches Domänenamt, das auch Schartau mit einschloss. Ein Großfeuer zerstörte 1759 große Teile des Ortes. Mit der preußischen Gebietsreform von 1815 wurde Schartau dem Landkreis Jerichow I zugeordnet. Da die im 19. Jahrhundert neu errichteten Verkehrswege weit am Ort vorbeiführten, erreichte auch die damit verbundene Industrialisierungswelle Schartau nicht, der Ort blieb weiter landwirtschaftlich geprägt. In der ersten Hälfte des 20. Jahrhunderts gab es jedoch einen Anstieg der Einwohnerzahlen. Wohnten 1910 683 Menschen im Ort, so waren es 1939 772. Mit der DDR-Gebietsreform wurde Schartau 1952 in den Kreis Burg eingegliedert. 1964 hatte der Ort 710 Einwohner. Am 1. Dezember 2002 erfolgte die Eingemeindung nach Burg.

## Bauwerke

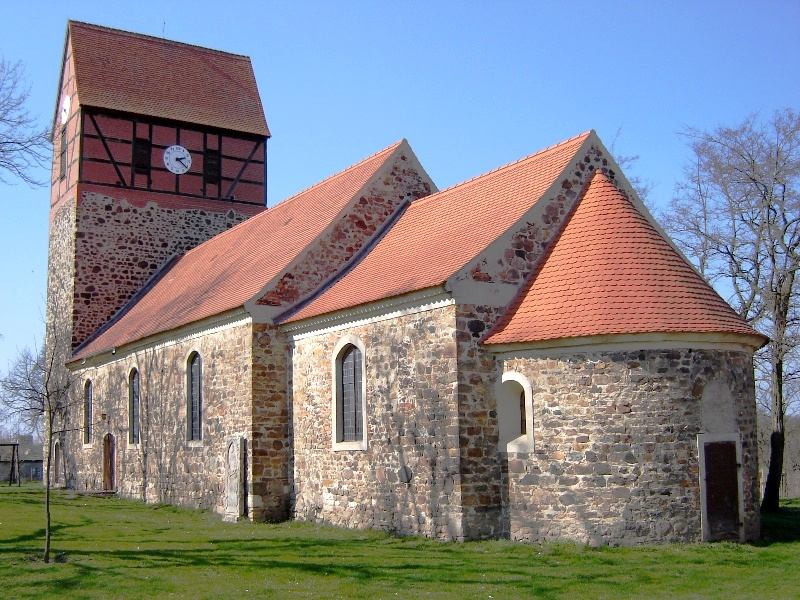
Schartauer Kirche

- St.-Sebastian-Kirche